# 21世紀のクラシック音楽
21世紀のクラシック音楽は、20世紀のクラシック音楽と比較してより多様になった。また19世紀から20世紀にかけてとは異なり、「新しい複雑性」や「新しい単純性」、「ポストミニマリズム」といった20世紀末に登場した前衛的な音楽的潮流が前世紀から継続された。さらには20世紀以上のグローバル化やインターネットの普及に伴い、作曲者の出身地に限らず、様々な地域の文化や、宗教的な影響を受け入れやすくなった。
本項は、2001年から現在までに作曲された音楽、あるいは21世紀に生きる音楽家について述べる。

## 21世紀の音楽史

### 作曲史
ヴァンデルヴァイザー楽派に代表されるように、コンセプチャルに素材を規定して、後はそのままで演奏家はただ従うだけといった思想は、20世紀末では目立たなかったものの、21世紀に入ると「Neuen Konzeptualismus」という潮流が生まれ、彼らは素材のみならず、政治やジャンルすらも攻撃対象とした。この「総コンセプチャル化」を推し進める代表的な作曲家に、ヨハネス・クライドラーが挙げられる。彼は2012年にクラーニヒシュタイン音楽賞を取得。前回に受賞したシュテファン・プリンス、前々回に受賞したシモン・ステン＝アナーセンも総コンセプチャル化に参加した結果、世界の現代音楽の2010年代は新コンセプチャル派が総取りする結果となった。
典型例としては、8mの高さからピアノを破壊することを要求するステン=アナーセンや、コンピュータゲームを題材にしたニナ・フクオカ、中国の文化統制を皮肉ったレミー・シウなどが挙げられる。ヨーロッパ人の音楽言語を周回遅れで咀嚼していたアメリカ人は、今やインターネット回線の普及でタイムラグ抜きに覚えることができることが大きく、現在Neuen Konzeptualismusは国籍や大陸を問わず世界各地で行われている。
2020年代以降の音楽史を「エクリチュールへの関心が薄れ始め」たと断言することは難しい。パリ国立高等音楽・舞踊学校ではステファーノ・ジェルヴァゾーニも、依然として書くことの豊かさを教え続けている。エクリチュールによる作品制作を行っている作曲家に朱一清やMithatcan Öcalが挙げられる。またその一方、エクリチュールとパフォーマンスの両方を使い分けるベンヤミン・ショイエルやテッド・ハーンのような人物もいる。
トルコ、インドネシア、モロッコ、マレーシア、中国、ウクライナ、イラン、ペルー、チリ、メキシコ、カザフスタンなど後進諸国や周辺諸国の台頭も挙げられ、母国の文化統制を嫌いカナダに国籍を移す香港人のようなタイプや、数世代に渡る混血児のアメリカ合衆国における創作など、より複雑な出自、背景を持つ作曲家も増えている。特に中国とトルコの作曲家の進出は著しく、四川音楽学院黄河杯学生対象国際作曲コンクールの総投函数と武満徹作曲賞の総投函数が逆転した。
また少子化の影響もあり、20世紀では普通に見られた30歳以下の作曲賞やオーケストラを公募する作曲賞が資金難でなくなりつつある。ガウデアムス国際作曲賞は30歳以下を廃して35歳以下に変更した。21世紀に入ってから、ガウデアムス音楽賞のノミネートや大賞受賞者にアメリカ人あるいはアメリカ合衆国で勉強を続ける後進諸国の学生が増加している。

#### オペラ
オペラの分野においては、前世紀からのあり方が急激に変わったというわけではない。例えばアレッサンドロ・メルキオーレの「碁の達人」や、シルヴァーノ・ブッソッティの「和泉式部」、サルヴァトーレ・シャリーノの「フランツ・カフカの掟の門」、ハンス・ヴェルナー・ヘンツェの「ジゼラ!」、イザベル・ムンドリーの「Ein Atemzug — Die Odyssee」、一柳慧の「光」も前世紀の音楽言語を踏襲して書かれている。
2004年にはカールハインツ・シュトックハウゼンが前世紀より作曲を進めていた7作からなる連作オペラ「光」の第3部「光から水曜日」と第7部「光から日曜日」を完成させ、2007年に作曲者が没してからしばらく経った、2011年に「日曜日」が、翌2012年に「水曜日」が初演された。その他、2008年にジョン・アダムズは「トリニティ実験」とそれに関わったロバート・オッペンハイマーを題材にしたミニマリズムによるオペラ「原爆博士」を発表した。
日本では、細川俊夫が東日本大震災による原発事故を題材にした「海、静かな海」(2015)や、難民問題を題材にした「二人静」(2017)などを通じて、オペラと能をコラボレーションさせた作品を発表した。

### 演奏史
後進諸国の学生でも、演奏や作曲ともに出来が良いことも全く珍しくなくなっていったことから、安易な「現代音楽の否定」は先進国では少なくなった。ショパン国際ピアノコンクールのファイナリストになったエヴァ・ゲヴォルギヤンがジュニアの国際コンクールを40も制していたことで明らかになったように、インターネット回線の普及によって音楽家の受賞歴は20世紀とは異なった形を迎えている。かつて国際コンクールへの出場が国家への行政的な手続きとその許可がなければ応募できなかったものが、今はEメール一本で出来るようになった。
前衛とそれ以後辺りの作曲家は80歳を迎えるマエストロに進化したため、名古屋フィルハーモニー交響楽団ですらハインツ・ホリガーのDämmerlichtを世界初演後4年遅れで演奏した。それまで積極的に扱うことのなかった、前衛的な作品をプログラムに組み込むオーケストラも増えている。
演奏家の手の障碍も前世紀に比べ広く議論されるようになっており、2021年は「左手のためのピアニスト」のためのコンクールや左手のみの作品の公募が行われた。またアマチュアのピアニストに対する視線が暖かくなり、一般大学を卒業後に就職した人物であってもピアノを演奏する機会やニューアルバムを録音する機会が与えられるようになった。ヴァン・クライバーン財団はすでにアマチュアのピアニストのためのコンクールも設けている。演奏家のデビューのしやすさに伴う弊害というのも、不可抗力とはいえ目立ってきた。

### 楽器史
21世紀は楽器製造や楽器演奏もまた大きく既存の美学を揺るがした。東西冷戦が終結したことによりチェコの老舗メーカーペトロフが新たに復活した。20世紀にはスタインウェイ社内ですらグランドピアノの交差弦を主張し続けたのに対し、21世紀に入ると、並行弦に戻したグランドピアノのリニューアルをクリス・マーネが提唱。こうしてマーネはユトレヒト・リスト国際ピアノコンクールの公式ピアノにまで上り詰めた。ショパン国際ピアノコンクールでは優勝者ブルース・シャオユー・リウがファツィオリを使用し、スタインウェイ一強を崩すのに大きく貢献した。チャイコフスキー国際コンクールでは「長江」を弾いたアン・チャンズーが第4位を受賞し、中国の楽器製造のイメージを大きく塗り替えた。
その他、ピアノを9オクターブにまで拡張したStuart & Sonsや、チェロの5弦化など、細かいところでより良い音を求めるための進化は続いている。一方「モダン化」と呼ばれる現象も極稀であるが見られ、ヘンデルのオルガン協奏曲をグランドピアノで新録音した例もある。セドリック・ペシャは非12平均律によってバッハのフーガの技法を録音し、ロジャー・ウッドワードは古いスタインウェイを改造してバッハの平均律クラヴィーア曲集の全曲を録音するなど、モダン楽器へのアプローチに異なる点が見られている。

## ポスト・コロニアル
21世紀のクラシック音楽について、2009年のBBCミュージック・マガジンでは、ジョン・アダムズ、ジュリアン・アンダーソン、アンリ・デュティユー、ブライアン・ファーニホフ、ジョナサン・ハーヴェイ、ジェームズ・マクミラン、マイケル・ナイマン、ロクサーナ・パヌフニク、エイノユハニ・ラウタヴァーラ、ジョン・タヴナーに、西洋クラシック音楽の最新動向について語るよう依頼した。 その結果、特定のスタイルは好まれず、個性を尊重すべきだという意見で一致した。それぞれの作曲家の作品は、今世紀の音楽のさまざまな側面を表しているが、これらの作曲家は皆、「音楽は分類したり制限したりするにはあまりにも多様である」という同じ基本的な結論に達したのである。またデュティユーは本誌のインタビューで、「シリアスなものであれ、ポピュラーなものであれ、音楽には良いものと悪いものしかない」と主張している。21世紀の音楽は、ほとんどがポスト・モダニズムで、さまざまなスタイルを取り入れ、多くの影響を受けている。 しかし、一般の人々に現代音楽を聴いてもらうには、いまだに苦労している。
音楽学者の沼野雄司は、21世紀のクラシック音楽について、ポピュラー音楽に近い、「ポップ化」が起こっていると指摘している。ポピュラー音楽の引用は、ダルムシュタット講習会やガウデアムス音楽祭でも広く見られている。「ニューエイジ化」も起きており、カールハインツ・シュトックハウゼンは自宅近郊で講習会を開き、自宅には自分の音楽を練習できる練習室も開設していた。
タン・ドゥンやチェン・イのような中国出身の作曲家がアメリカ合衆国に脱出して勉強せざるを得なかった時代から、クラシック音楽のポスト・コロニアルは始まっていた。Rohan Chanderは作曲家であると同時にタブラ奏者であり、Matius Shan-Booneはガムランのためにも作曲しそれをオランダで発表した。歴史的に収奪された自らの民族の過去に向かう作曲家も増加した。前述のMatius Shan-Booneはリューベック音楽大学の博士課程に在籍している。Mithatcan Öcalは留学歴抜きで鮮烈なデビューを飾ったがそのような例はごく一部であり、多くの学生が先進国への留学を余儀なくされている。金卓晟も北アメリカに10年以上の滞在歴を持つ。ヴァイオリニストのシン・ヒョンスがジャック・ティボー国際ヴァイオリンコンクールで優勝したときですら「留学歴のない勝者」とキャプション付きで報道されるなどした。

## 作曲ソフト
インターネットやコンピュータの普及に伴い、FinaleやSibeliusといった、コンピュータ上で楽譜制作を円滑に行えるソフトがプロアマ問わず広範に使用されている。またMuseScoreやGNU LilyPondのような無償ソフトの登場や、2006年に登場したIMSLPの創設により、制作した楽譜の発表や利用がより円滑になった。

## 世界情勢の影響
2001年9月11日のアメリカ合衆国の同時多発テロを題材にしたスティーブ・ライヒの「WTC9/11」や、2004年にユーゴスラビア内戦を題材にしたヴィンコ・グロボカールの「歴史の天使」、2011年3月11日の日本の東日本大震災を題材にした細川俊夫の「冥想」、2019年の新型コロナウイルスの流行を題材にした藤倉大の「Longing from afar」などのテロや災害、疫病の流行などの社会的な変化を題材にした作品がその地域や各国で作曲された。変わり種では、プッシー・ライオットを題材にしたIlya Demutskyのような人物もいる。また民主化運動を行うミャンマー人は、アウン・サン・スー・チーのテキストへの作曲を呼びかけたコンクールやアウン・サン・スー・チーグランドメダルを授与するピアノのコンクールを支援した。

## 女性作曲家
ロクサーナ・パヌフニクは、BBCのインタビューで次のように語っている。
女性作曲家に対する態度は、この数十年の間に変わりました。女性がキャリアを積むようになってからも、作曲家として仕事を見つけられるまでには時間がかかりましたが、ジェディス・ウィアー、ニコラ・レファヌ、テア・マスグレイブなどのロールモデルのおかげで、最終的にはたどり着くことができました。タンシー・デイヴィスやエミリー・ホールのようなヒップな若者は，今後10年間のニューミュージック・シーンに大きな影響を与えるだろう」と述べている。
21世紀に活躍している重要な女性作曲家には、ソフィア・グバイドゥーリナ、カイヤ・サーリアホ、ウンスク・チン、オルガ・ノイヴィルト、ハヤ・チェルノヴィン、ミリジャ・ジョルジュヴィチ、マヤ・ラトシェ、アンニカ・ソコロフスキー、アヤ・ヨシダ、カタリーナ・ローゼンベルガー、パトリシア・アレッサンドリーニ、アンナ・コースンが挙げられる。また「女流作曲家」という表現も、LGBTQに配慮して「女性作曲家」と呼ばれるのが推奨されるようになった。また女性の社会的な地位向上の流れを受け、博士号を持つ作曲家も増え、ハヤ・チェルノヴィンとオルガ・ノイヴィルトなど、作曲の正教授に就任した作曲家もいる。